# Malthinus crassifemur
Malthinus crassifemur es una especie de coleóptero de la familia Cantharidae.

## Distribución geográfica
Habita en Nepal.